# Neil Verhagen
Neil Verhagen (Richfield, 18 de fevereiro de 2001) é um automobilista estadunidense. Ele foi o mais jovem piloto a ganhar o SCCA National Championship Runoffs. Verhagen conquistou esse campeonato em 2016 na classe Fórmula F.
Em 2017, Verhagen foi integrado no programa Red Bull Junior Team e passou a competir na Eurocopa de Fórmula Renault 2.0 pela equipe MP Motorsport, juntamente com o companheiro de Red Bull Junior Richard Verschoor. Ele deixou o programa de jovens pilotos da Red Bull em 2018.